# Dasychira thika
Dasychira thika is een vlinder uit de familie spinneruilen (Erebidae), onderfamilie donsvlinders (Lymantriinae). De wetenschappelijke naam van deze soort is voor het eerst geldig gepubliceerd in 1954 door Collenette.
De soort komt voor in tropisch Afrika.